# Чуо-ку
Чуо-ку (јап. 中央区) Chūō-ku је градска четврт града Кумамото, Јапан и налази се у центру града. По попису из 2012. године у четврти је живело 183.497 становника на површини од 25,33 km².